# ブリハディーシュヴァラ寺院

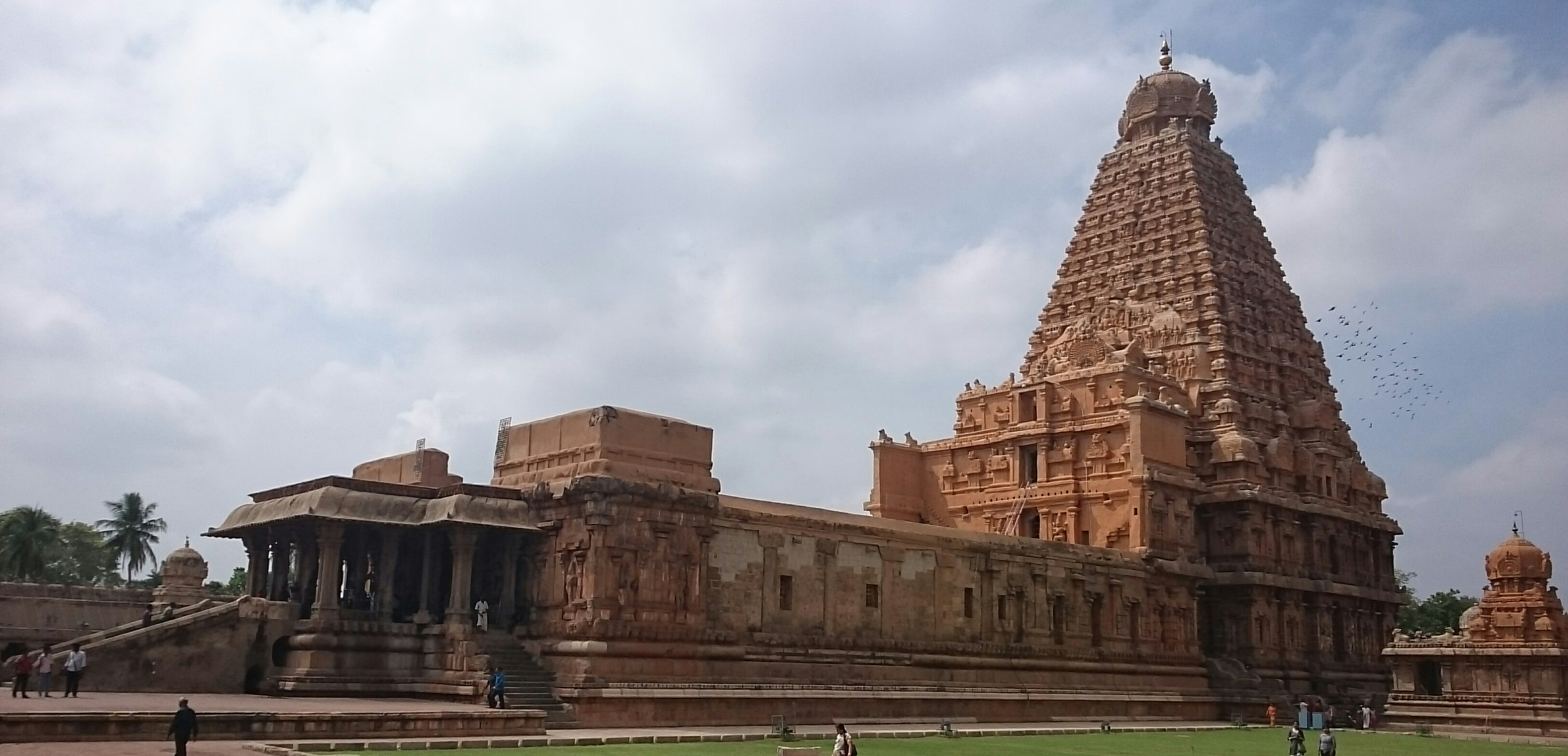
ブリハディーシュヴァラ寺院

ブリハディーシュヴァラ寺院（ブリハディーシュヴァラじいん、英語：Brihadisvara Temple、タミル語：பெருவுடையார் கோயில்）は、インドのタミル・ナードゥ州、タンジャーヴール県の都市タンジャーヴールに存在するヒンドゥー教寺院。ブリハディーシュヴァラル寺院（Brihadeeshvarar Temple）、ラージャラージェーシュヴァラ寺院（Rajarajeshvara Temple）、ラージャラージェーシュヴァラム寺院（Rajarajeshvaram Temple）とも呼ばれる。
全体が約75メートル×150メートルの回廊で囲まれ、60メートルを超えるヴィマーナをもつ。東西の軸線上にゴープラ、ナンディ祠堂、2つのマンダパ（礼拝堂）、前室、聖所が並べられ、その規模や構成から南方型ヒンドゥー教寺院建築の頂点と評される。

## 歴史
1002年、チョーラ朝の君主ラージャラージャ1世によって建設され、1010年に完成した。なお、当時の名はラージャラージャ1世の名を冠した「ラージャラージェーシュヴァラ寺院」であった。
現在、大チョーラ朝寺院群の一部として世界遺産に登録されている。